# Gare de Moosch
Gare de Moosch – przystanek osobowy w miejscowości Moosch, w departamencie Górny Ren, w regionie Grand Est, we Francji. Jest zarządzany przez SNCF i obsługiwany przez pociągi TER Grand Est.

## Położenie
Znajduje się na linii Lutterbach – Kruth, na km 21,999 między stacjami Willer-sur-Thur i Saint-Amarin, na wysokości 396 m n.p.m.

## Linie kolejowe
- Linia Lutterbach – Kruth